# 王鈴 (嘉靖進士)
王鈴（1510年—？），字子才，號九难，浙江台州府黃巖縣人，匠籍，明朝政治人物。

## 生平
嘉靖十九年（1540年）庚子科浙江鄉試第十八名舉人。嘉靖二十六年（1547年）中式丁未科會試第六十二名，登第三甲第四十五名進士。兵部觀政，歷宜兴、將乐知县，升南京工部主事、郎中，出为山东佥事。

## 家族
曾祖王秬，州判官 封刑部主事；祖父王烜；父王堂，母胡氏。子王洽（丁卯举人）、王涤。